# Андон Рачев
Андон Киров Рачев е български революционер, деец на Вътрешната македоно-одринска революционна организация.

## Биография
Андон Рачев е роден в Малко Търново, тогава в Османската империя. Влиза във ВМОРО и и в началото на 1902 година постъпва в четата на Георги Кондолов и действа с нея до месец юни 1903 година, когато след конгреса на Петрова нива е прехвърлен в четата на Димитър Т. Халачев. Участва в сражението с турски аскер в село Потурнак, Василикоско.
На 2 март 1943 година, като жител на Росен, Бургаско, подава молба за българска народна пенсия. Молбата е одобрена и пенсията е отпусната от Министерския съвет на Царство България.